# Langel (Köln-Merkenich)

Lage von Merkenich im Stadtbezirk Chorweiler, der Langel beinhaltet.

Langel ist ein Ort des Kölner Stadtteils Merkenich im Stadtbezirk Chorweiler. Der Ort Langel ist nicht mit dem gleichnamigen rechtsrheinischen Stadtteil Langel identisch.

## Lage
Langel grenzt im Osten an den Rhein. Auf der anderen Rheinseite befindet sich der Leverkusener Stadtteil Hitdorf. Südlich von Langel liegt Rheinkassel. Im Westen befindet sich die Alte Römerstraße. Sowohl im Westen, als auch im Norden wird Langel von vielen Feldern umgeben.

## Geschichte
Langel bestand schon im Mittelalter als kleines Fischerdorf. Seit dieser Zeit wurden Langel und Rheinkassel gemeinsam als Kondominium vom Kurfürstentum Köln und dem Herzogtum Jülich-Berg verwaltet. Im Jahre 1688 wurde im Rhein bei Langel ein Wal gesichtet. Dieses Ereignis wurde in einem Flugblatt aus dem Jahre 1698 festgehalten. Im Jahre 1729 wurde die Fähre zwischen Langel und Hitdorf erstmals urkundlich erwähnt. 1794 wurde der Ort von französischen Revolutionstruppen besetzt und es entstanden ganz neue Verwaltungseinheiten: Langel wurde ein Teil der Mairie Worringen im Kanton Dormagen im Arrondissement de Cologne im Département de la Roer. Im Jahre 1815 kam Langel an das Königreich Preußen. Ein Jahr später wurde der Ort ein Teil der neuen Bürgermeisterei Worringen im Landkreis Köln. 1882 gab es ein schlimmes Hochwasser und der Damm brach zwischen Rheinkassel und Langel. Mit der Eingemeindung der Bürgermeisterei Worringen am 1. April 1922 ist auch der kleine Rheinort Langel ein Bestandteil der Stadt Köln geworden. Von einem schweren Hochwasser wurde Langel am 1. Januar 1926 heimgesucht.
Gegen Ende des Zweiten Weltkriegs am 5. März 1945 besetzten amerikanische Truppen den Ort, während er gleichzeitig noch von der deutschen Artillerie auf der rechten Rheinseite beschossen wurde. Mit dem 15. Juli 1954 gehörten Rheinkassel, Langel, Kasselberg und Feldkassel zum Stadtteil Fühlingen. Jedoch war die Gemeinschaft mit Fühlingen nur von kurzer Dauer. Seit dem 7. Oktober 1963 sind die Orte Rheinkassel, Langel, Kasselberg und Feldkassel ein Teil des Stadtteils Köln-Merkenich. Mit der kommunalen Gebietsreform am 1. Januar 1975 sind Rheinkassel, Langel, Kasselberg und Feldkassel ein Bestandteil des Stadtbezirks Chorweiler.

### Einwohnerentwicklung
- 31. Dezember 2000: 1.270 Einwohner
- 31. Dezember 2006: 1.253 Einwohner

## Kultur und Freizeit

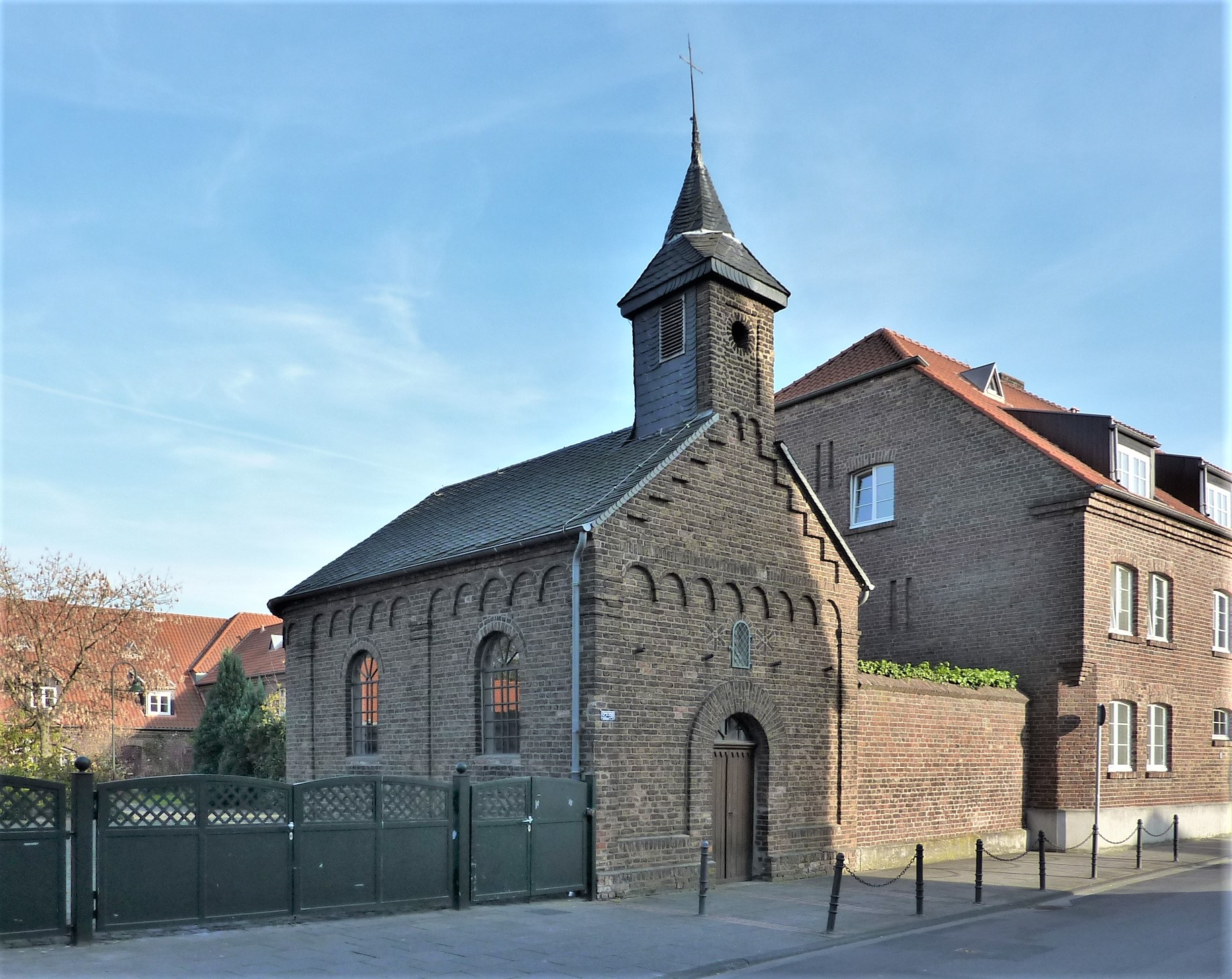
Kapelle am Cohnenhof

### Vereine
- Bürgerverein Köln-Rheinkassel-Langel-Kasselberg e. V.
- Dorfgemeinschaft
- SpVg Rheindörfer Köln-Nord e. V.[1]
- Freiwillige Feuerwehr Köln – Löschgruppe Langel-Rheinkassel
- DPSG Stamm Gilwell

### Bauten
- Cohnenhof, erbaut 1742, neben dem Hof befindet sich am Langeler Damm eine Villa.
- Cohnenhofkapelle, 19. Jahrhundert
- Wegekreuz, 1776 errichtet

## Infrastruktur

### Einrichtungen
- Kindergarten
- Freiwillige Feuerwehr Köln – Löschgruppe Langel-Rheinkassel

### Verkehr
- Die Autofähre verbindet Langel über den Rhein mit Leverkusen-Hitdorf. Sie wurde 1729 erstmals erwähnt. Seit 1930 ist die Fähre als Autofähre im Betrieb. Die frühere Fähre war von 1962 bis 2023 in Betrieb. Seit 2024 verkehrt ein neues Fährschiff.[2]
- Nicht weit entfernt verlaufen die Bundesautobahn 1 und die Bundesstraße 9
- In Langel befindet sich die Endstation der Buslinie 121 der Kölner Verkehrs-Betriebe.

## Bilder

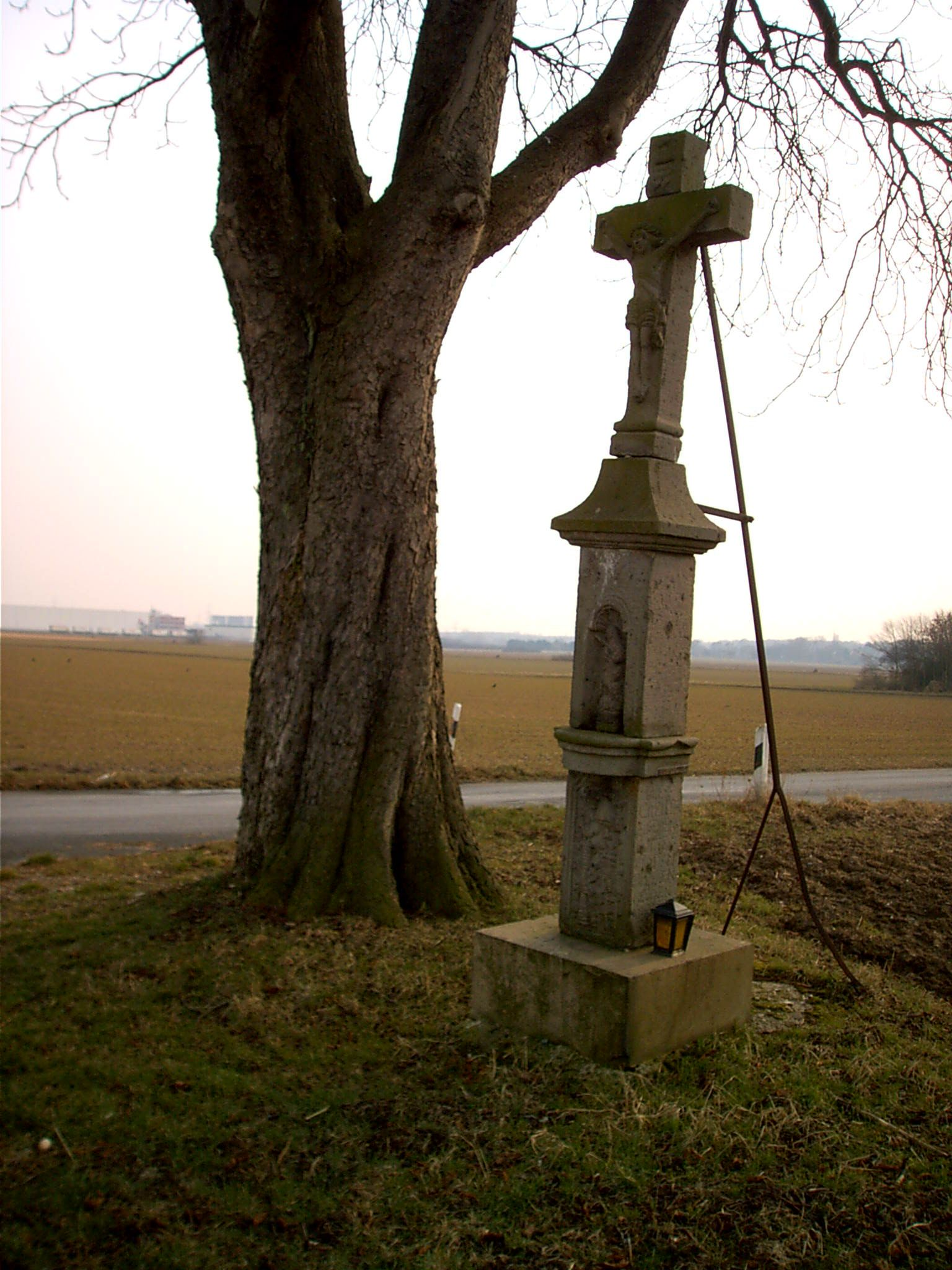
Das Wegekreuz
Kindergarten
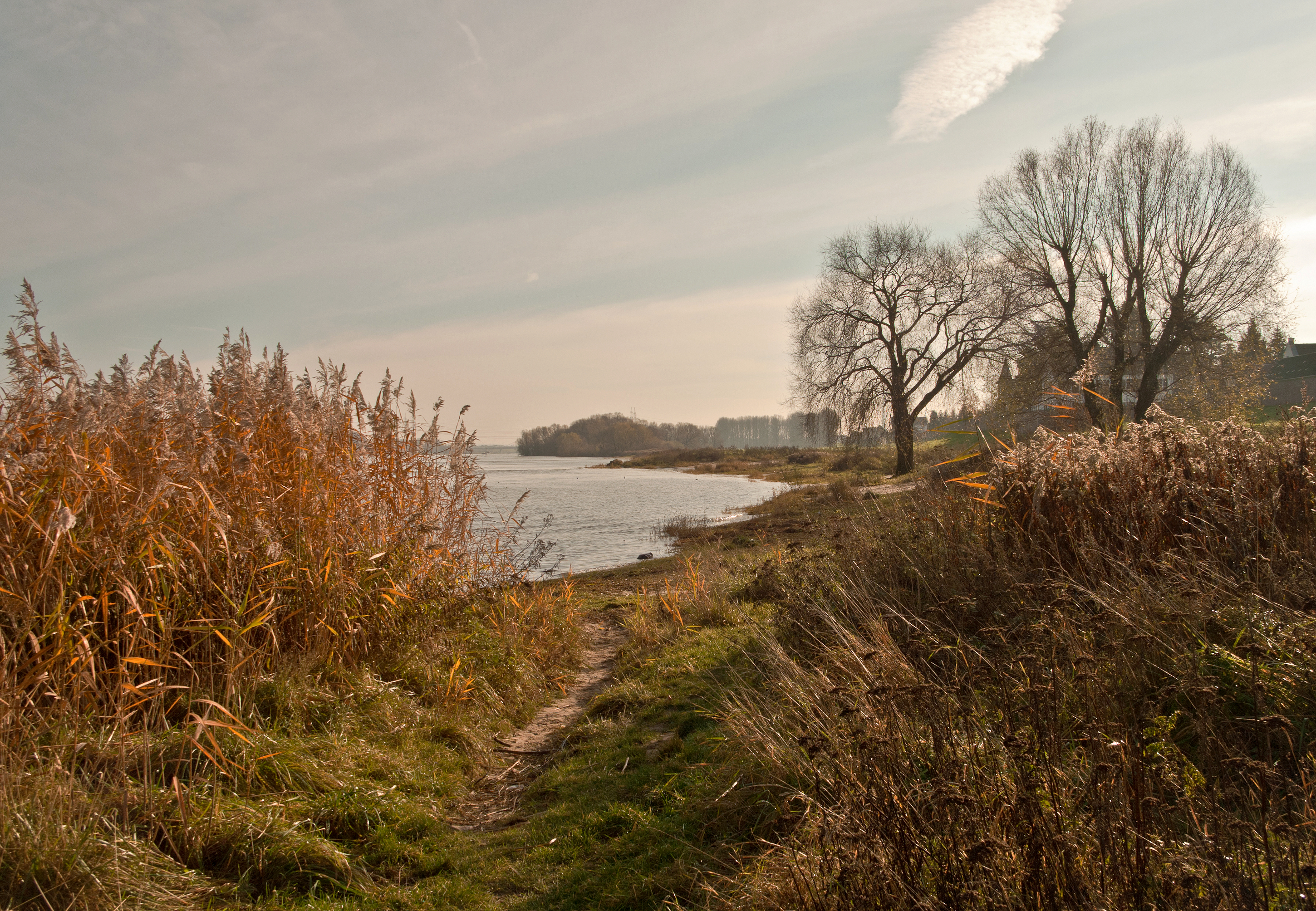
Rheinaue bei Langel im Winter
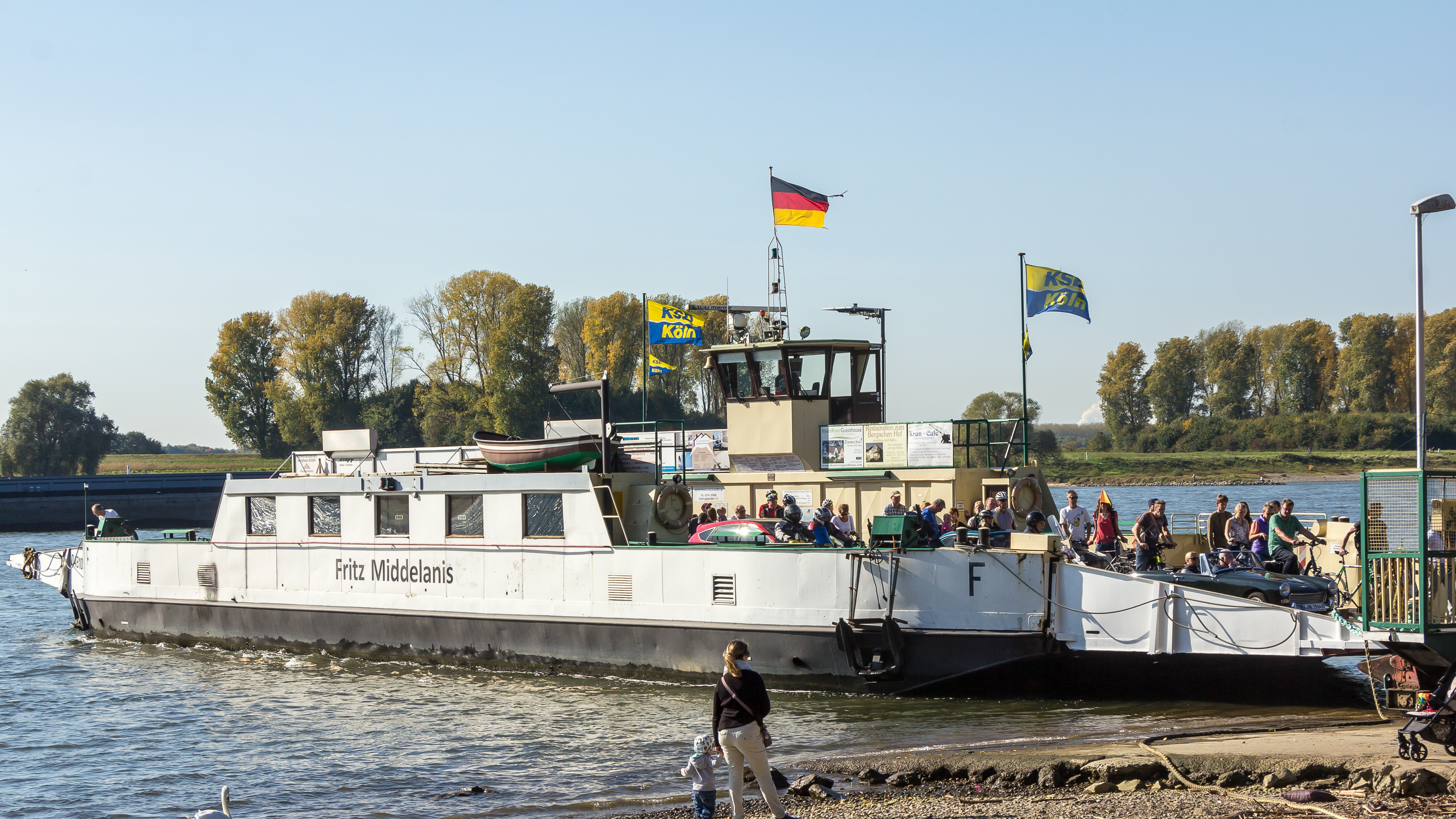
Ehemalige Fähre zwischen Langel und Leverkusen-Hitdorf